# Comitato Olimpico Nazionale delle Isole Salomone
Il Comitato Olimpico Nazionale delle Isole Salomone (noto anche come National Olympic Committee of Solomon Islands in inglese) è un'organizzazione sportiva olimpica, nata nel 1983 a Honiara, Isole Salomone.
Rappresenta questa nazione presso il Comitato Olimpico Internazionale (CIO) dal 1983 ed ha lo scopo di curare l'organizzazione ed il potenziamento dello sport nelle Isole Salomone e, in particolare, la preparazione degli atleti di questa nazione, per consentire loro la partecipazione ai Giochi olimpici. L'associazione, inoltre, fa parte dei Comitati Olimpici Nazionali d'Oceania.
L'attuale presidente del comitato è Fred Maetoloa.